# Українізація (1920—1930-ті)

Перепис 1897 року, українці позначені жовтим кольором

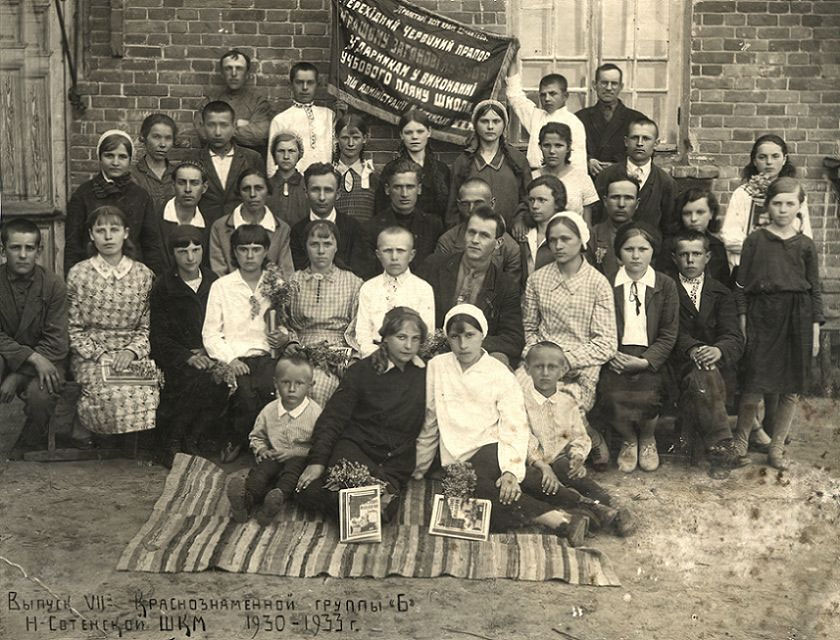
Українська школа в слободі Нова Сотня на Східній Слобожанщині, РРФСР, 1933

Українізація 1920-1930-х — політика РКП(б)—ВКП(б), спрямована на нейтралізацію національно-визвольних прагнень українського народу та зміцнення більшовицької влади в УСРР. Передбачала використання національних кадрів у радянських, партійних і громадських установах і організаціях, розширення ідеологічного впливу комуністичної партії на українське суспільство засобами використання української мови та сприяння «пролетарським елементам» у національній культурі.
Була складовою «коренізації», проголошеної XII з'їздом РКП(б) 1923 р. офіційним політичним курсом після утворення унітарного СРСР і фактичної ліквідації міжнародної правосуб'єктності національних республік
Радянська «українізація» істотно відрізнялася як від попередньої українізаційної політики та практики Української Центральної Ради, Української Держави і Директорії, так і від українізаційних заходів, до яких вдавалися національно-демократичні сили періоду існування царської Росії.
За доби царату боротьба за українську національну справу велася переважно в культурній сфері: за школу з українською мовою навчання, україномовний друк тощо. Українські національні уряди вживали термін «українізація» для позначення процесів «дерусифікації», повернення народу до рідної мови та культури, власних історичних традицій і, головне, до власної державності.
Радянська політика «українізації» була для більшовицького керівництва одним із засобів зміцнення влади, а не метою діяльності. Вона не передбачала розвиток української культури на засадах загальнолюдських цінностей, створення суверенної української держави. Імперська за змістом держава не була рушійною силою в українському національному піднесенні 1920-х років.
Особливо активними у запровадженні «українізації» були Микола Скрипник і Олександр Шумський.

## Причини проведення українізації

Олександр Шумський

Головною причиною радянської «коренізації» було намагання більшовиків перетягнути українські народні маси на свій бік, адже під час українсько-російського протистояння 1917—1921 років більшість українців віддавали перевагу національним гаслам. Національно-визвольний рух продовжував існувати в закритих формах і після закінчення війни, погрожуючи вирватися назовні. Серед причин, що змусили більшовиків піти на істотні національні поступки, були й причини економічного характеру.
Запровадження «воєнного комунізму» повернуло країну до часів так званого натурального господарства, наслідком чого стала деградація економічної системи. Щоби врятувати ситуацію, було проголошено нову економічну політику. В Україні, що відігравала значну роль у постачанні центральних районів Росії продуктами харчування, місце централізованої системи постачання зайняла торгівля. Тому владі потрібно було заспокоїти розбурхане подіями 1917 — 1920-х років селянство, яке було головним виробником продуктів харчування.
Не останню роль на шляху переходу до початку здійснення реформ у сфері національної політики відіграли й зовнішньополітичні обставини. Надій на світову революцію в міру стабілізації міжнародних обставин ставало дедалі менше. Тому увагу було спрямовано на національно-визвольні рухи, які могли би призвести до виникнення революційних ситуацій у капіталістичних країнах. До того ж, зважаючи на те, що частина територій, населених українцями, входила до складу Польщі, Чехословаччини та Румунії, радянський уряд був не проти, щоби використати українське населення як революційний елемент.
Певну роль у зміні більшовицької тактики щодо національного питання мало те, що його справедливе розв'язання належало до основних декларацій марксизму, а позаяк СРСР був у очах багатомільйонних народних мас утіленням саме марксистських поглядів, то довго ігнорувати національне питання означало втратити свій, такий привабливий, образ. Перехід до політики «коренізації» був і частиною компромісу в питанні утворення унітарної радянської держави — СРСР. Не надаючи політичних і економічних прав республікам, центральний уряд пішов лише на поступки в національно-культурній сфері.
Серед причин, які офіційно проголошувалися на сторінках партійної і радянської преси, було намагання наблизити русифіковане місто до українського села, налагодити тісніший зв'язок робітничого класу та селянства і таким чином сприяти стабільності українського суспільства, що було необхідною передумовою для побудови «комуністичного майбутнього». Важливу роль відіграли також суб'єктивні фактори. Національним питанням спекулював ряд керівників центральної влади. Під час внутрішньопартійної боротьби вони намагалися притягнути на свій бік більшовиків національних республік, у першу чергу українських.
Поставши як вимушена певними обставинами, «українізація» зумовила цим перебіг свого розвитку. Вона була запрограмована здійснюватися у певних межах, вихід за які кваліфікувався як «буржуазний націоналізм». Однак під впливом національно-культурного руху, який охоплював мільйони людей і якому вона сама надавала сили і підтримувала його певними правовими гарантіями, політика «українізації» вийшла за передбачувані межі. Національно-культурний рух став каталізатором радянської «українізації», підштовхував державний апарат і комуністичну партію до проведення українізаційних заходів. У 1920-х роках в УСРР постали дві «українізації» — офіційна й народна, що відбувалися паралельно і впливали одна на одну. Офіційна кваліфікувалася партійним керівництвом як «більшовицька», народна — як «петлюрівська».
Політика «українізації» суперечила великодержавним прагненням ВКП(б)[джерело?], але була вимушена ворожим ставленням до радянської влади з боку українців, національна свідомість яких зросла за попередні десятиліття, і, особливо, внаслідок національної революції 1917—1920 років, а також загрозою інтервенції Польщі, підтримуваної Антантою. Зважаючи на ці небезпеки (подібні й в інших республіках), ВКП(б) змушена була піти на поступки національним рухам, насамперед українському, і по перших роках відверто великодержавницької політики у низці постанов з'їздів, 4 конференцій визнала остаточність запровадження в школі й адміністрації рідної мови національних республік, при одночасному збільшенні питомої ваги місцевих кадрів у всіх ділянках економіки й культури. У результаті цієї зміни політики Раднарком видав 27 липня 1923 декрет «Про заходи в справі українізації шкільно-виховних і культурно-освітніх установ», за яким українська мова запроваджувалася в усіх типах шкіл з визначеними термінами їх «українізації».
Другий декрет, ухвалений ВУЦВК і Раднаркомом УСРР 1 серпня 1923, «Про заходи рівноправності мов і про допомогу розвиткові української мови» зобов'язував запроваджувати українську мову на всіх щаблях державного управління. Але обидва ці декрети (хоч ухвалені на підставі постанов XII з'їзду РКП(б) (17—24 квітня 1923), на якому представники національних республік дуже гостро піднесли національне питання) наражалися на опір у самій КП(б)У (Комуністична Партія більшовиків України), де на ті часи українці становили меншість (КП(б)У тоді складалася в переважній більшості з росіян й осіб інших національностей. Інтенсивніша «українізація» почалася щойно з 1925, коли під тиском української частини КП(б)У були усунені з постів секретарів її ЦК Е. Квірінґ і Д. Лебедь, які доти відверто виступали проти будь-яких поступок українській культурі.
У квітні 1925 ЦК КП(б)У ухвалив резолюцію про «українізацію», в якій було зазначено, що «справа зміцнення союзу робітничого класу з селянством і зміцнення диктатури пролетаріату на Україні вимагає напруження ком. сил усієї партії для опанування української мови та українізації…» 30 квітня 1925 ВУЦВК і Раднарком УСРР ухвалили спільну постанову про заходи щодо термінового проведення повної «українізації» радянського апарату, а пленум ЦК КП(б)У 30 травня — резолюцію на «українізацію» партійного та проф. апарату і радянських установ. Головну роль у наступному здійсненні «українізації» відігравав Народний комісаріат освіти (якому тоді підпорядковувалися й усі ділянки культури), очолюваний до 1926 Олександром Шумським, а після його усунення — Миколою Скрипником. Секретарем Центральної комісії українізації радапарату при РНК УСРР був Антон Приходько

## Українізація робітництва, населення

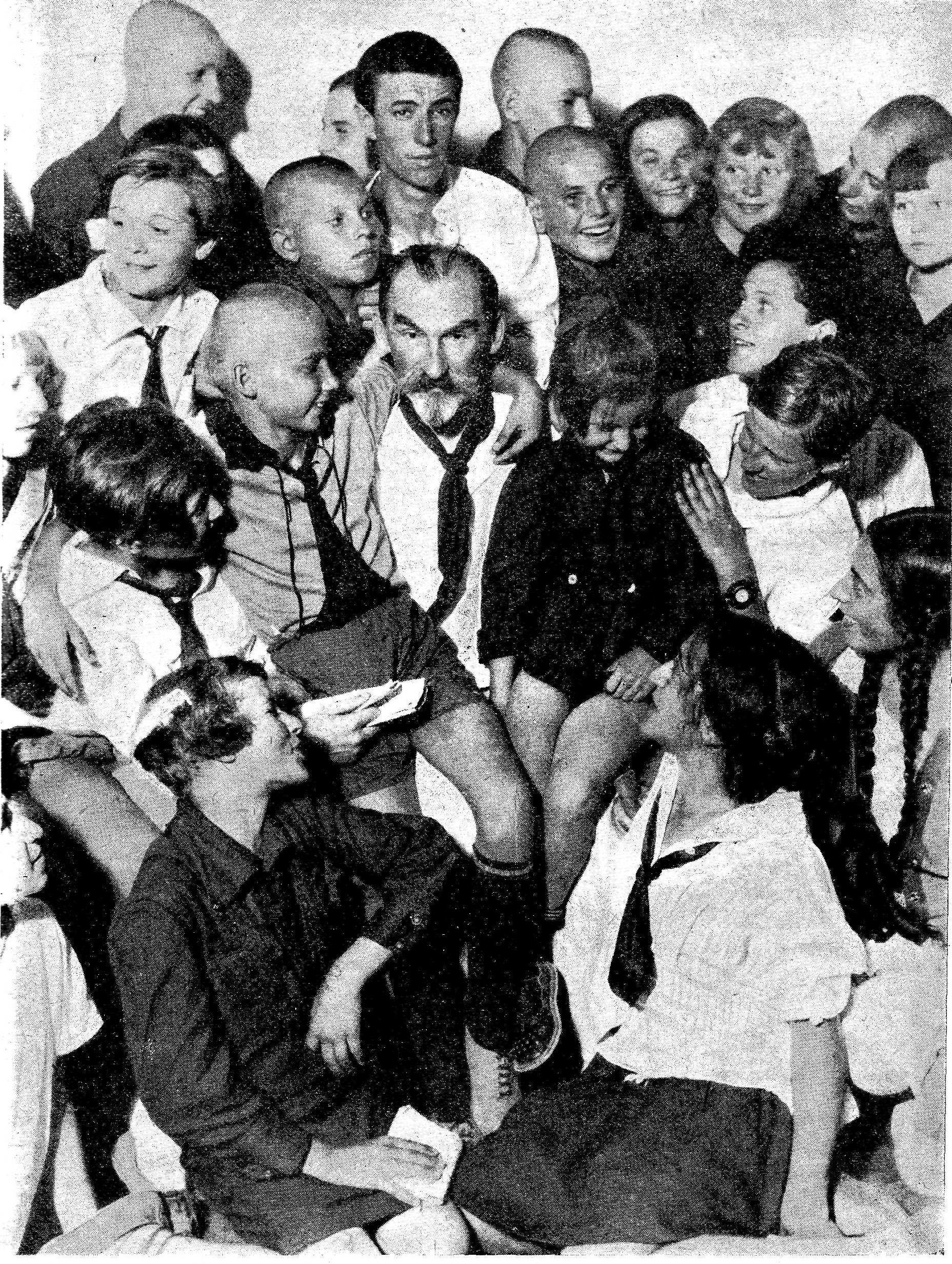
«Піонер більшовизму в Україні тов. М. О. Скрипник разом з іншими піонерами». Світлина з «Універсального журналу», 1929

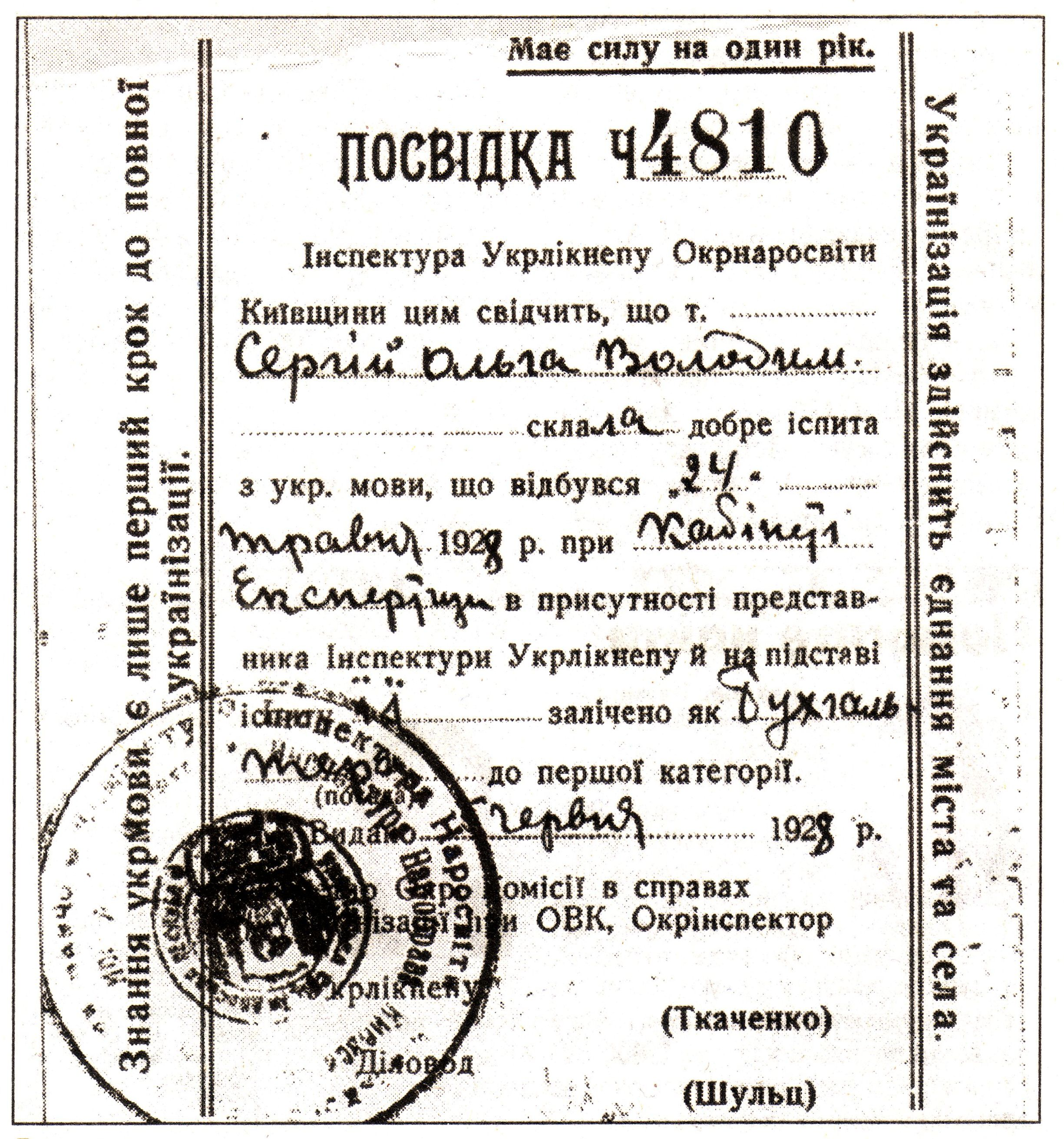
Посвідка про здачу бухгалтером іспитів на знання української мови, без якої не брали на роботу. Київська область, 1928. Написи: «Українізація здійснить єднання міста і села» і «Знання укрмови — є лише перший крок до повної українізації». Прізвище одержувача також українізоване.

За відносно короткий час «українізації» відбулися значні зрушення: завдяки українізаційним заходам (у взаємодії з іншими соціально-економічними процесами) у шкільництві, установах культури, пресі тощо і напливові українського населення з села, міста УРСР почали набирати українського характеру. Особливо помітні зміни у національному складі населення і вживанні української мови відбулися у великих промислових містах. Від 1923 до 1933 кількість українців у Харкові зросла з 38 % до 50 %, у Києві з 27,1 % до 42,1 %, у Дніпрі з 16 % до 48 %, в Одесі з 6,6 % до 17,4 %, в Луганську з 7 % до 31 %.
У висліді цього процесу відбулися зміни й у національному складі робітництва. Загальна кількість 1,1 млн робітників УСРР на 1926 за національністю поділялося так: 55 % українців (4 % від усього українського населення), 29 % росіян (25 % від усього їх ч.), 9 % євреїв (15 % від усього їх ч.) і 7 % ін. Але з загальної кількості українських робітників тільки 42 % працювало в промисловості в містах, решта в сільському господарстві, на транспорті тощо. Дещо кращий стан був на залізницях, де українців було 69 %, з яких половина володіла українською мовою (у промисловості тільки 22 %).
На 1931 кількість робітників в Україні зросла до 1,9 млн, з них українців було вже 58,6 % (у тому числі українською мовою володіло приблизно 32 %), росіян 24,6 %, євреїв 12,2 %. На 1933 українці серед робітництва становили вже 60 % (у важкій промисловості 53 %, серед шахтарів 46 %, у металургії 45 %, у хімічній промисловості 51 %, у видобутку залізної руди 77 %, на залізницях 77 %, у сільському господарстві машинобудуванні 60 %, у виробництві будів. матеріалів 68 %). Вживання української мови серед робітництва, наприклад, у металургії, зросло в середньому з 18 % у 1927 до 42 % у 1930. «Українізація» робітництва і міського населення у зв'язку з індустріалізацією й колективізацією (від якої селянство втікало до міст) зазнала прискорення в 1927—1933 роках, — але це вже був і кінець політики «українізації».
Значний вплив на хід реалізації радянської українізаційної програми мали міграційні процеси. Неп як політика, спрямована на відбудову економіки, спричинив активізацію переселення сільського україномовного населення до міст, що сприяло дерусифікації останніх. У процесі бурхливого культурного розвою почала формуватися тенденція нетерпимості до централізації й уніфікації культурного життя, одним з наочних прикладів якого стало гасло М. Хвильового «Геть від Москви!».
«Українізація» сприяла прискоренню ліквідації неписьменності, що зменшилася з 47 % на 1926 до 8 % у 1934. Початкове шкільництво (з семирічкою включно) було українізоване від 80 % у 1926 до 88,5 % у 1933. «Українізація» середнього (фахового) шкільництва і вищих навчальних закладів відбувалася повільніше: від 19 % на 1923 до 28,5 % у 1926 і 69 % у 1929. У ВУАН російської мови зовсім не вживано від часу її заснування аж до навернення на русифікацію на початок 30-х pp.
В офіційних документах підкреслювано, що «українізація» не повинна обмежуватися лише мовою, а має охопити культурний процес у цілому і довести до опанування української кадрами всіх ділянок економічного й культурного життя країни. У висліді за 10-ліття «українізації» (1923—1933) українська література, мистецтво, театр (1931 на всіх 88 театрів 66 було українських, 12 єврейських, 9 російських), кіно, попри ідеологічні гальма, зазнали значного розвитку, і цей період часто називають добою культурного відродження (див. ще Література, Мистецтво, Театр, Кіно).
До «українізації» зрусифікованих міст багато спричинилися українська преса й видавництва: якщо на 1922 українських газет майже не було, то на 1933 їх було 373 (з усіх 426) з накладом 3,6 млн примірників, 89 % від загальної кількості часописів в Україні (1926 преса була українізована на 60 %); на 1933 українських журналів було 89 на всіх 118; книжкова продукція була українізована на 83 %.

## Українізація державного апарату
Показники «українізації» державного апарату були досить строкаті: На 1934 у ВУЦВК було 50,3 % українців, 25,4 % росіян і 14,7 % євреїв, приблизно те саме співвідношення було й по областях; у районових виконавчих комітетах відповідно — 68,8 %, 13,6 % і 10 %; у міських радах — 56,1 %, 23,2 %, 15,2 %; у сільських радах — 86,1 %, 5,7 %, 2,2 %. Службовці центральних апаратів народних комісаріатів були українізовані на 70—95 %; обласний апарат — на 50 %, районний — на 64 %; народні суди — на 62 %; міліція — на 58 %; кооперація — на 70 %. Найповільніше відбувалася «українізація» в самій КП(б)У, яка за перших років радянської влади була у великій більшості чужонаціональною. Зміну національного складу її видно з таблиці:
| Роки | Члени та кандидати КП(б)У | Українці | Росіяни | Інші (євреї) |
| ---- | ------------------------- | -------- | ------- | ------------ |
| 1922 | 54 818                    | 23,3 %   | 53,6 %  | 23,3 %       |
| 1924 | 57 016                    | 33,3 %   | 45,1 %  | 14,0 %       |
| 1925 | 101 852                   | 36,9 %   | 43,4 %  | 19,7 %       |
| 1927 | 168 087                   | 51,9 %   | 30,0 %  | 18,1 %       |
| 1930 | 270 698                   | 52,9 %   | 29,3 %  | 17,8 %       |
| 1933 | 468 793                   | 60,0 %   | 23,0 %  | 17,0 %       |

Ще повільніше українізувався ЦК КП(б)У; 1924 українців було в ньому лише 16 %, 1925 — 25 %, 1930 — 43 %. Значно успішніше українізувався комсомол, що пояснюється масовістю цієї організації, яка зростала значною мірою коштом селянства: 1925 у ньому було 58,7 % українців, 1932 — 72 %, але на 1929 тільки 33 % у ЦК ЛКСМУ.

## Українізація культурної сфери
За період 1923–1929 років українські видавництва переходять на видання майже виключно українськомовних книжок; українізується на 85 % преса; найкращі театральні приміщення передаються українським театрам, російський театр фактично перестає існувати в Україні.

## Українізація областей Росії
При активному тиску КП(б)У в 1920-х — початку 1930-х років проводилася «українізація» Кубані,Донського краю (нині Ростовської області), Ставропольського краю, частини Північного Кавказу, Курської та Воронезької області РРФСР. У наказовому порядку школи, організації, підприємства, газети переводилися у навчання і спілкування українською мовою.

## Досягнення
До тимчасових позитивних прикмет «українізації» належить закріплення частини завоювань української революції 1917—1921 років, зміцнення позицій українства в місті, зокрема й коштом напливу до них сільського населення, якому «українізація» полегшувала влаштування в місті. Позитивними були також спроби (з ініціативи Миколи Скрипника) поширити українізацію поза кордони УРСР на етнографічно українські території РРФСР (Курщина, Воронежчина, Саратовщина, Кубань, Казахстан), зокрема у намаганні запровадити там україномовне шкільництво, пресу, постачання української літератури тощо, як також (щоправда, ще менш успішні) домагання «українізації» армії (Школа червоних старшин у Харкові, газета «Українське Військо». Округи «Червона Армія», що виходила до середини 1930-х pp.). Активно проходила «українізація» в Кубанській, Донській, Армавірській, Тверській, Майкопській, Сельській, Ставропільській та інших областях РРФСР. Тут відкрилися українські хати-читальні, клуби, лікнепи, робфаки. На Курщині був відкритий Український педтехнікум. Кількість дітей, які вчилися мовами національних меншин, була набагато більшою, ніж кількість тих, які вчилися російською. Українська мова впевнено, без утиску для інших, почала посідати провідне місце. Ознакою розуміння важливості національного питання за «українізації» було й толерантне ставлення до національних меншин в Україні (євреїв, поляків, німців, молдаван й інших) — і забезпечення їхніх прав у місцевій адміністрації, шкільництві, пресі, театрі тощо.
Зважаючи на все позитивне, що давала «українізація», українська інтелігенція назагал схвалювала й підтримувала її, хоча, — особливо в академічних (УАН) і літературних (ВАПЛІТЕ, неокласики, Ланка-МАРС) колах, — сприймала її як «тільки часткове задоволення природних прав українського народу, а то й застерігала вже на самих початках перед небезпекою відродження російського великодержавництва й русифікації» (див. М. Грушевський. Ганебній пам'яті // Україна, 1926. — Ч. 4; памфлети М. Хвильового, полемічні виступи М. Зерова).

## Опір та згортання
Політика «українізації» почала згортатися після виховання національних кадрів більшовицької номенклатури та викорінення національної опозиції та «націонал-ухильників» у КП(б)У. Внаслідок апаратного підходу «українізація» охопила насамперед управлінську сферу (кадрову політику й діловодство), однак не була завершена у масовій культурно-освітній діяльності.
Українізація весь час зустрічала ворожий опір російських великодержавних шовіністів[ненейтрально] в Україні (діяльність пролеткультів, опір «українізації» державного апарату, преси тощо), підтримуваних московською й ленінградською пресою й особливо наполегливими україножерами на високих посадах[ненейтрально] (Ю. Ларін, В. Ваганян й ін.). Але й більшості КП(б)У була байдужа, а то й ворожа «українізація», тільки «тоненька плівка українців-комуністів плавала на поверхні бурхливого потоку культурного українського відродження» (О. Шумський); серед цих останніх особливо активними у запровадженні «українізації» були колишні боротьбісти (див. Українська Партія Соціалістів-Революціонерів-Боротьбістів (комуністів)), М. Хвильовий та М. Скрипник з їхніми послідовниками. Велику роль у здійсненні «українізації» відіграли українці із західноукраїнських земель, які залишилися в УСРР після поразки української революції 1917—1920 років, або приїхали (переважно з Галичини) пізніше, гнані, з одного боку, антиукраїнською політикою Польщі, а з другого — натхнені вірою у відродження суверенної України в тодішній УСРР.

## Закінчення
Москва пильно стежила за процесом культурного відродження України і, боячися зміцнення тенденцій до її усамостійнення, почала гальмувати українізацію уже на самих її початках: лист 1926 Й. Сталіна до Л. Кагановича з попередженням проти ухилу М. Хвильового, який кинув гасло «геть від Москви» і жадав повної «українізації» пролетаріату; того ж року усунення О. Шумського з України; 1928—1929 ліквідація літературних організацій ВАПЛІТЕ і Ланка-МАРС, пізніше журнал «Літературний ярмарок» і «Пролітфронт», переслідування неокласиків; ліквідація УАПЦ, розгром Української Академії Наук; заслання М. Грушевського до Москви (1931) тощо. Остаточно «українізація» була припинена з призначенням у січні 1933 П. Постишева секретарем ЦК КП(б)У.
На початку 1930-х років методи здійснення політики «українізації» були змінені. В умовах кризи, яка змусила Кремль припинити черговий комуністичний штурм, влада відмовилася від співпраці з прихильниками національно-культурного відродження. Головною небезпекою для ВКП(б) було оголошено «буржуазний націоналізм» і передусім — «український буржуазний націоналізм». Небажані для московського керівництва процеси в національній сфері кваліфікувалися як «петлюрівська українізація». 1932 року «українізація» за межами УСРР була припинена. В УСРР вона продовжувалася, проте супроводжувалася боротьбою зі «скрипниківщиною». Кампанія проти «скрипниківщини» була проголошена боротьбою з «націоналізмом», «петлюрівщиною». Було прийнято курс на здійснення виключно «більшовицької українізації». Національно-культурні процеси перейшли під повний контроль ВКП(б). Процеси «вкорінення» влади в УСРР продовжувалися. 1937 частка українців у КП(б)У становила 60 %.
Наприкінці 1930-х років влада остаточно порвала з «українізацією». Остання, як тимчасовий тактичний крок для зміцнення позицій комуністичної партії в Україні, вже виконала свої функції. Радянська влада міцно контролювала всі сфери життя, а «українізація» перешкоджала подальшій централізації й уніфікації СРСР. Тому розгорнулися зворотні процеси: набула сили політика русифікації.